# Pantun
Pantun je malajska usmena pjesnička forma koristi za izražavanje zamršenih ideja i osjećaja. Općenito se sastoji od parnih brojeva i temelji se na rimi tipa ABAB. Najkraći ms. pantun sastoji se od dva retka poznatija kao ms. pantun dua kerat na malajskom, dok je najduži ms. pantun, ms. pantun enam belas kerat imaju 16 redaka. ms. Pantun je disjunktivni oblik poezije koji se uvijek sastoji od dva dijela, a prvi dio je ms. pembayang ili ms. sampiran koji nema neposredne logičke ili narativne veze s drugim djelom zvanim ms. maksud ili ms. isi. Međutim, uvijek ih povezuju rime i druge verbalne asocijacije, poput igre riječi i ponavljajućih zvukova. odnos može biti opisan i metaforom. Najpopularniji oblici pantuna je s četiri i dvovrh (dva retka), koji se najviše koriste u literaturi i modernoj popularnoj kulturi.
Najraniji književni zapisi o pantunu datiraju iz 15. stoljeća u najvažnijem malajskom književnom tekstu, Malajskom ljetopisu. Pantun se smatra visokom umjetnošću i sastavni je dio klasične malajske književnosti. Koristio se u malajskim pjesmama, ritualima, izvedbenim umjetnostima i u svim oblicima pripovijedanja.

## Vanjske poveznice
- Heer, Nicholas. 6. kolovoza 2008. A Famous Pantun from Marsden's Malayan Grammar (PDF). Washington University
- Pantun.com